# Грулл, Джонни
Джонни Грулл (Груэлл) (англ. Johnny Gruelle, полное имя Джон Бартон Грулл (англ. John Barton Gruelle); 1880—1938) — американский художник-карикатурист, иллюстратор и писатель. Известен как создатель вымышленных персонажей в серии детских книг — Тряпичной Энн и Тряпичного Энди. Он также создал куклу Тряпичная Энни. Грулл также предоставил карикатуры и иллюстрации по меньшей мере десяти газетам, четырем крупным новостным синдикатам и более чем дюжине национальных журналов. Он был сыном художника Ричарда Грулла из группа американских художников-ипрессионистов из штата Индиана Hoosier Group.

## Биография
Родился 24 декабря 1880 года в городе Аркола, штат Иллинойс, в семье художника Ричарда Грулла.
Когда Джонни было два года, семья переехала в город Индианаполис, штат Индиана, где его отец стал профессиональным художником. Друг отца, поэт James Whitcomb Riley, был автором стихов «The Elf-Child», позже названных «Little Orphant Annie» (1885) и «The Raggedy Man» (1888), герой которых стал основой персонажа «Raggedy Ann» («Тряпичная Энн»), созданного Груллом.
Впервые его работы появились в печати в газете Indianapolis Star в 1905 году. С 1906 по 1911 годы он продолжал печататься во многих других СМИ, подписывая свои работы Grue — в The Toledo News-Bee, The Pittsburgh Press, The Tacoma Times и The Spokane Press. В 1911 году Грулл, среди 1500 участников, выиграл конкурс карикатуры, организованный газетой New York Herald.

### Тряпичная Энн

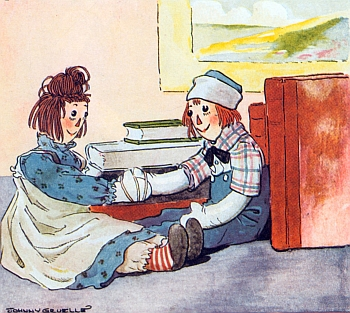
Тряпичные Энни и Энди

Как-то Джонни Грулл нашёл на чердаке своего дома старую, пыльную тряпичную куклу, которую он привёл в приемлемый вид и подарил своей дочери Марселле, назвав игрушку «тряпичной Энн». Кукла привлекла Грулла непохожестью на другие современные игрушки, и он в 1915 году запатентовал её дизайн и имя (патент США USD47789).
Его дочь умерла в юном возрасте (1902—1915). В 1918 году в память о ней отец решил напечатать истории про тряпичную Энн. Он написал книжку для детей, а чикагский издатель Фолланд, владевший компанией P.F. Volland Company, которая занималась детской литературой, опубликовал её в 1918 году. Книга имела большой успех, и в 1920 году вышло продолжение — «Истории Тряпичного Энди» (англ. Raggedy Andy stories), рассказывающее о друге и товарище по играм тряпичной Энн — «Тряпичном Энди». В 1921 году Грулл получил патент USD59553 на вторую игрушку.

### Последние годы жизни
В конце жизни Грулл жил в городе Silvermine, штат Коннектикут; затем в городе Wilton этого же штата, позже переехал в город Ashland, штат Орегон, где жил в середине 1920-х годов.
Умер художник и писатель от сердечного приступа 9 января 1938 года в своём доме в городе Майами Спрингс, штат Флорида. Похоронен в штате Коннектикут на кладбище Silvermine Cemetery.
Весь мир признал его талант иллюстратора и писателя, но в первую очередь Грулл известен как создатель популярной куклы.